# Klaus Müller-Wille
Klaus Müller-Wille (* 1966) ist ein deutsch-schwedischer Skandinavist und Hochschullehrer.

## Leben und Wirken
Klaus Müller-Wille ist ein Sohn des Prähistorikers Michael Müller-Wille. Er studierte von 1988 bis 1995 Nordische Philologie, Neuere Deutsche Literaturwissenschaft und Kunstgeschichte an der Christian-Albrechts-Universität zu Kiel, unterbrochen 1990/91 von einem Studienaufenthalt an der Universität Göteborg. 1995 legte er die Magisterprüfung ab. Von 1998 bis 2007 war er als wissenschaftlicher Assistent am Deutschen Seminar (Abteilung für Nordische Philologie) der Universität Basel tätig, wo er im Jahre 2003 promovierte. 2007 habilitierte er sich dort. Seit 2008 hat er eine Professur für Nordische Philologie an der Universität Zürich inne. Hinzu kamen Gastforschungsaufenthalte an der Universität Odense (2012 bis 2015) und der Universität Aarhus (2023). Von 2008 bis 2018 und von 2022 bis 2024 amtierte er als Präsident der Schweizerischen Gesellschaft für Skandinavische Studien.

## Veröffentlichungen (Auswahl)

### Monografien
- Schrift, Schreiben und Wissen. Zu einer Theorie des Archivs in Texten von C. J. L. Almqvist (= Beiträge zur nordischen Philologie, Bd. 39). Francke, Tübingen 2005, ISBN 3-7720-8086-3 (= Dissertation. Universität Basel).
- Sezierte Bücher. Hans Christian Andersens Materialästhetik (= Zur Genealogie des Schreibens, Bd. 21). Fink, Paderborn 2017, ISBN 978-3-7705-6150-6.

### Herausgeberschaft
- Wunsch – Maschine – Wiederholung (= Rombach-Wissenschaften, Reihe Cultura, Bd. 17). Rombach, Freiburg i. Br. 2002, ISBN 3-7930-9271-2.
- Hans Christian Andersen und die Heterogenität der Moderne (= Beiträge zur nordischen Philologie, Bd. 46). Francke, Tübingen 2009, ISBN 978-3-7720-8351-8.
- mit Maximilian Bergengruen und Caroline Pross: Neurasthenie. Die Krankheit der Moderne und die moderne Literatur (= Reihe Litterae 175). Rombach, Freiburg im Brsg. 2010.
- mit Joachim Schiedermair: Diskursmimesis. Thomasine Gyllembourgs Realismus im Kontext aktueller Kulturwissenschaften (= Münchner nordistische Studien, Bd. 13). Herbert Utz Verlag, München 2015, ISBN 978-3-8316-4220-5.
- (Mithrsg.): Skandinavische Schriftlandschaften. Vänbok till Jürg Glauser (= Beiträge zur nordischen Philologie, Bd. 59). Francke, Tübingen 2017, ISBN 978-3-7720-8628-1.
- (Mithrsg.): Figures of pathos. Festschrift in honor of Elisabeth Bronfen. Königshausen & Neumann, Würzburg 2023, ISBN 978-3-8260-7832-3.

### Edition und Übersetzung
- (Übers.): Johan Krook: Gedanken über die Gestalt der Erde oder Fonton Freemassons Abenteuer (= Weltraumreisen, Bd. 3). Wehrhahn, Hannover 2021, ISBN 978-3-86525-843-4.
- (Übers.): Johan Ludvig Heiberg: „Grundlinien zum Systeme der Aesthetik“ (1824) und andere kunstphilosophische Schriften. De Gruyter, Berlin 2022, ISBN 978-3-11-076148-1.